# Marocco ai Giochi della XXVI Olimpiade
Il Marocco partecipò ai Giochi della XXVI Olimpiade, svoltisi ad Atlanta, Stati Uniti, dal 19 luglio al 4 agosto 1996, con una delegazione di 34 atleti impegnati in sette discipline.

## Medaglie
| Medaglia | Atleta         | Sport            | Evento           |
| -------- | -------------- | ---------------- | ---------------- |
| Bronzo   | Khalid Boulami | Atletica leggera | 5000 m maschili  |
| Bronzo   | Salah Hissou   | Atletica leggera | 10000 m maschili |